# 61 (număr)
61 (șaizeci și unu) este numărul natural care urmează după 60 și este urmat de 62.

## În matematică
61:
- Este un număr prim, mai exact al 18-lea. Formează o pereche de numere prime gemene cu numărul 59.
- Este un număr prim aditiv.[1][2]
- Este un prim cubic de forma p = x3 − y3/x − y, unde x = y + 1.[3]
- Este un număr prim Euler[4][5]
- Este un număr prim Labos.[6][7]
- Este un număr prim lung.[8][9]
- Este un număr prim Pillai.[10][11]
- Este un număr prim plat.[12][13]
- Este un număr prim slab.[14][15]
- Este un număr prim Solinas.[16][17]
- Este un număr prim subțire.[18][19]
- Este exponentul celui de-al 9-lea prim Mersenne.[20] (261 − 1 = 2,305,843,009,213,693,951)
- Poate fi scris ca suma a două pătrate: 61 = 52 + 62.
- Este un număr centrat pătratic.[21]
- Este un număr centrat hexagonal.[22]
- Este un număr centrat decagonal.[23]
- Este un prim unic în baza 14, deoarece niciun alt prim nu are o perioadă de cifră 6 în baza 14.
- Este un prim Pillai deoarece 8! + 1 este divizibil cu 61 but 61, dar nu este cu o unitate mai mult decât un multiplu de 8.[24]
- Este un număr Keith, deoarece se regăsește într-un șir similar cu cel Fibonacci, în baza 10: 6, 1, 7, 8, 15, 23, 38, 61...[25]
- Este un număr Størmer.[26][27]
- Este un număr palindromic în bazele de numerație 6 (1416) și 60 (1160).

## În știință
- Este numărul atomic al promețiului.[28]

### Astronomie
- NGC 61 este o pereche de galaxii lenticulare din constelația Balena.
- Messier 61 este o galaxie spirală barată din constelația Fecioara.
- 61 Danaë este o planetă minoră.
- 61 Ursae Majoris este o stea din constelația Ursa Mare.
- 61 Cygni este o stea binară din constelația Lebăda.

## În alte domenii
Șaizeci și unu se poate referi la:
- Prefixul telefonic internațional al Australiei.[29]
- Este codul pentru departamentul francez Orne.